# Enciclopedia Salvat

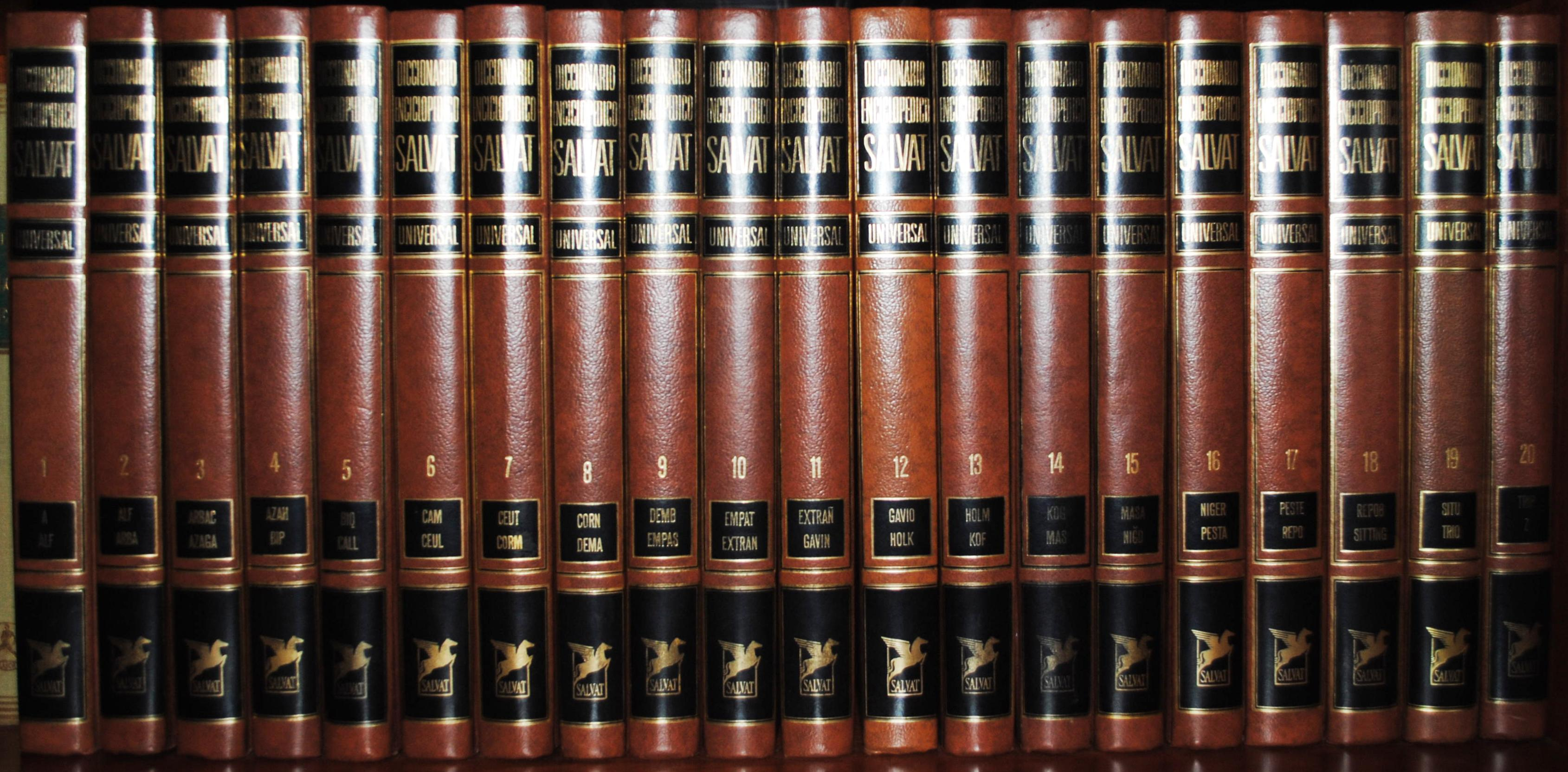
Diccionario Enciclopédico Salvat Universal.

La Enciclopedia Salvat es una enciclopedia de consulta elaborada por Salvat Editores con experiencia reconocida en la elaboración de diccionarios y obras de consulta en diversos niveles.
Es una enciclopedia alfabética. Su decantación y ordenación de contenidos se centra en las áreas básicas del saber: Física, Química, Biología, Ecología, Matemáticas, Filosofía y Religión, Medicina, Lengua y Literatura, Historia y Geografía, Artes, Tecnología, Informática, etc. En todas ellas, una serie de artículos-clave, amplios, estructurados en capítulos, redactados en un lenguaje directo y comprensible, proporciona información esencial y remite además a otras voces que completan o amplían la materia tratada, cumpliendo con la misión de orientar la búsqueda del usuario.
La colección comprende 20 volúmenes impresos con más de 16 000 páginas con ilustraciones.
Su última actualización cuenta con un exclusivo sistema de sumarios por temas y conexión de voces relacionadas, con un novedoso diseño y maquetación.